# Arzacq-Arraziguet
Arzacq-Arraziguet är en kommun i departementet Pyrénées-Atlantiques i regionen Nouvelle-Aquitaine i sydvästra Frankrike. Kommunen ligger i kantonen Arzacq-Arraziguet som tillhör arrondissementet Pau. År 2022 hade Arzacq-Arraziguet 1 052 invånare.

## Befolkningsutveckling
Antalet invånare i kommunen Arzacq-Arraziguet
| Referens: INSEE |